# Carlina barnebyana
Carlina barnebyana ist eine Pflanzenart aus der Gattung Eberwurzen (Carlina) in der Familie der Korbblütler (Asteraceae). Der Name ehrt den britisch-amerikanischen Botaniker Rupert Charles Barneby.

## Merkmale
Carlina barnebyana ist ein ausdauernder Halbstrauch, der Wuchshöhen von meist 5 bis 15 Zentimeter erreicht. Der Stängel ist polsterförmig verzweigt und verholzt am Grund. Die Blätter sind schmal lineal-verkehrtlanzettlich und verkahlend. Die äußeren Hüllblätter sind 6 Millimeter groß. Die Köpfchen sind einzeln und haben einen Durchmesser von 15 bis 20 Millimeter. Die Früchte sind 3 Millimeter lang, der Pappus 8 Millimeter.
Die Blütezeit liegt im September.
Die Chromosomenzahl beträgt 2n = 18.

## Vorkommen
Carlina barnebyana kommt in der südöstlichen Kardägäis vor. Die Art wächst auf Felsküsten (am Meer) von  Ost-Kreta und Karpathos.

## Belege
1. 1 2 3 4  
Ralf Jahn, Peter Schönfelder: Exkursionsflora für Kreta. Mit Beiträgen von Alfred Mayer und Martin Scheuerer. Eugen Ulmer, Stuttgart (Hohenheim) 1995, ISBN 3-8001-3478-0, S. 320.
2. ↑  
Tropicos. tropicos.org